# Sasquatch (Marvel Comics)
Sasquatch (Walter Langkowski) é um personagem de histórias em quadrinhos da Marvel Comics, integrante da Tropa Alfa.

## História
Dr. Walter Langkowski é um membro de Tropa Alfa, de origem polaca, Walter é um físico de renome, professor de física e de biofísica na Universidade McGill. Ele também já jogou futebol americano pelo Green Bay Packers.
Ele possui a capacidade de se transformar em uma besta cor de laranja que se assemelha ao lendário Sasquatch. Esta transformação é desencadeada por sua força de vontade. Em seu estado transformado, Langkowski aumenta sua força, sua resistência fisíca e resistência a lesões. Ele também tem garras afiadas e é capaz de saltar distâncias incríveis.
Esses poderes foram adquiridos através de uma autoexperimentação com radiação gama. Em uma tentativa de poder se transformar como o Hulk, Langkowski se bombardeou com um projetor de raios gama em seu laboratório perto do Círculo Polar Ártico. Mas ao invés de ficar verde, como o Hulk, ele se transformou em uma besta laranja , Langkowski deduziu que isso tinha algo a ver com a Aurora Boreal.
No entanto, sem Langkowski saber, não foram os raios gama que o transformou em Sasquatch, mas o fato de que seu equipamento de laboratório abriu um portal entre o nosso mundo e o "Reino das Grandes Bestas". Quando este portal foi aberto, uma besta mística chamada Tanaraq invadiu corpo de Langkowski e concedeu-lhe seus poderes. Langkowski teve que aprender a manter a sua própria personalidade e inteligência, quando se transformava, e, durante muito tempo, ele conseguiu controlar a besta.

### Tropa Alfa
Durante os primeiros dias da Tropa Alfa, Langkowkski teve um bom relacionamento com Pigmeu e Hudson Heather, uma relação ciumenta e desconfiada com Estrela Polar, e um relacionamento amoroso com sua Aurora. Ele trabalhou junto com a equipe em diversas missões, tais como, a batalha contra os X-Men, em tentativa de capturar Wolverine. Mais tarde, ele lutou contra o Hulk, e, em seguida, ao lado do Hulk, lutou contra o Wendigo.
No entanto Langkowski começou a ter sérios problemas em controlar a sua natureza bestial, quase perdeu o controle uma vez, quando Aurora flertou com alguns trabalhadores da construção civil e realmente perdeu o controle enquanto lutava contra o Superskrull, e outra vez quase matando Estrela Polar. Langkowski consultou Shaman sobre o seu problema, pois como ele não havia encontrado nenhum problema físico, concluiu que deveria ser alguma mágica ou um problema psicológico. Sasquatch foi curado, momentaneamente, do seu problema quando Loki criou um paraíso na neve, mas Langkowski e os outros rejeitaram o presente do deus, pois o preço a se pagar era muito elevado.
Durante uma missão, Snowbird (que estava em uma missão para destruir as grandes bestas) atacou Sasquatch, o resto da equipe foi intervir o ataque, mas Langkowski não estava mais no comando da fera, era Tanaraq que estava no comando. Snowbird explicou o que Walter tinha feito no Ártico antes de assumir a forma de Sasquatch. Snowbird foi obrigada a mata-lo.

### Um novo corpo

Wanda Langkowski.

No entanto, a Tropa Alfa não desistiu de Walter, como Snowbird só tinha destruído sua forma física, e tropa foi para o Reino das Grandes Bestas para salvar sua alma. Eles cumpriram seu objetivo, mas desde que o corpo de Walter foi destruída, sua alma foi forçado a habitar temporariamente a Box, uma armadura criada pelo cientista Roger Bochs.
Buscando um corpo físico, Walter entrou numa encruzilhada interdimensional e brevemente possuiu Hulk, mas voltou a ficar sem corpo quando se recusou a deslocar o espírito de seu velho amigo, Bruce Banner. Meses mais tarde, Walter encontrou o corpo do Gênio vazio, possuiu ele, e voltou à Terra.
Durante sua ausência, Snowbird tinha sido morto, e Pestilência tinha a reanimado em um Sasquatch albino para atacar a tropa. Walter voltou a habitar a armadura Box e ajudou sua equipe, os membros da Tropa Alfa ficaram chocados ao encontrá-lo vivo. No final da batalha, Gênio tinha sido esmagado e o Sasquatch estava vazio, Walter transferiu sua alma para o Sasquatch albino, no entanto, quando ele voltou ao estado humano, ele encontrou-se na forma de uma mulher. No início, seus poderes eram imitados entre a transformação entre humano e Sasquatch albino, ele chamou a si mesmo "Wanda Langkowski" e lutou para ser reconhecido como legalmente vivo. Este corpo foi mais tarde misticamente alterada. Depois disso, Sasquatch voltou a ter sua cor laranja.
Agora na sua forma original, Walter conseguiu recuperar a sua fortuna e voltar a ativa junto com o Tropa Alfa. A equipe lutou contra Llan the Sorcerer, um vilão que quebrou os dois braços Sasquatch (embora a lesão tenha sido curada). Quando a Tropa Alfa se reestruturou, Sasquatch foi atribuído para a Tropa Alfa e para a Tropa Gama, um grupo de pesquisa e desenvolvimento de biotecnologia. A tropa continuou a atuar como super-heróis, mas rompeu os laços com o governo canadense.
Com a Tropa Alfa, ao lado dos Vingadores e do Protetorado do Povo, ele lutou contra o exército Atlante, o Peace Corpse, e os Combine. Juntamente com a Tropa Alfa, defendeu-a contra o Consortium.

### Uma nova Tropa Alfa
A Tropa Alfa foi dissolvida durante uma onda de histeria anti-mutante no Canadá. Walter partiu para a Antártida para continuar suas pesquisas sobre a radiação gama no Projeto Michelangelo. Lá, Langkowski se deparou com o Guardião chocado nas neves da Antártida. Este evento, mais alguns outros acontecimentos, fez Langowski reunir os membros que não haviam sido chamads para a Tropa Alfa Oficial. Ele não havia sido convidado para se juntar a eles, pois eles estavam sendo controlados por pessoas infiltradas no Departamento H. As duas equipes entraram em confronto, a equipe do Departamento H foi derrotada. A Tropa Alfa foi remontado com os principais membros uma Tropa Beta foi formada.
Sasquatch conseguiu fugir quando a tropa foi capturada pelos Plodex. Langkowski recrutou uma nova equipe composta por Nemesis, Major Mapleleaf II, Pigméia, Yukon Jack e Centennial para lutar contra a ameaça alienígena. Só que não era uma ameaça, a equipe principal partiu da Terra para levar ovos chocados de Plodex para o seu planeta natal.

### O Coletivo
Junto com Mapleleaf Major, Pigmeu, Pigméia, Vindicator, Shaman e o Guardião, Sasquatch foi lutar contra o Coletivo. Mais tarde foi revelado que ele era o único membro da Tropa Alfa que sobreviveu ao ataque. Na sequência dos acontecimentos da Guerra Civil da Marvel, Langkowski é recrutado pelo governo canadense para formar uma nova equipe, chamada Tropa Omega. Ele perde o controle de Sasquatch, quando Tanaraq o possui, mas consegue se recuperar. Ele também perdoa Michael Pointer, pelo seu papel indireto que terminou na destruição da Tropa Alfa. Sasquatch foi para Wakanda, junto com Lupina, Thornn e Feral. O grupo oferece a sua assistência ao Wolverine contra Dentes de Sabre. Feral é morta por Dentes de Sabre.

### Guerra do Caos
Durante a Guerra do Caos, Sasquatch faz um acordo com as grandes bestas, trazendo-os para a Terra para que eles possam matar Amatusu Mikaboshi. Ele ao lado de Snowbird, Estrela Polar, e Aurora se reúnem com um os ressuscitados Guardião, Vindicator, Shaman, e Marrina.

## Poderes e habilidades
Como Sasquatch, Langkowski possui força sobre-humana e resistência elevada, bem como um alto grau de resistência a lesões, que lhe permiti lutar de igual para igual contra o Hulk e sobreviver (em uma rápida aparição, Sasquatch lutou contra o Hulk por "diversão", a fim de testar os limites da sua própria força). Sasquatch tem força suficiente para levantar um destróier da marinha e segurar um DC-10 contra o impulso de seus motores e, em seguida, lançar o avião 1.000 pés para trás.
Além de força, ele tem uma resistência muito elevada, devido a um fator de cura. Tem garras afiadas, elas são fortes o suficiente para cortar materiais como pedra, madeira, carne e até mesmo alguns tipos de metais. Ele também tem uma espessa camada de pelo alaranjado, que o protege do clima frio do Canadá.
Langkowski também é um cientista brilhante, especialista em radiação. Ao contrário do Hulk, ele mantém seu intelecto em quando se transforma em Sasquatch.

## Outras versões

### Terra-1610 (Ultimate)
Foi revelado que Sasquatch é Rahne Sinclair. Ela está tem sua aparência de lobo mudada drasticamente em uma grande besta como um resultado do uso do hormônio de crescimento mutante, Banshee. Ela era membro da Tropa Alfa. Rahne ainda pode reverter para uma aparência mais humana, quando ela desliga. Mais tarde, ela foi ferida por Noturno, que, ao tentar teletransportá-la, deixa parte de seu braço para trás.

### Terra-1298 (Mutant-X)
Sasquatch faz parte da Tropa Alfa que se opunha a equipe de Destrutor.

### Terra-3470 (Exilados)
A entidade de cabelos brancos que parecia ser Walter Langowski junta-se aos Exilados. Logo é revelado que ela é uma mulher negra chamada Heather Hudson, chocando a equipe que estão familiarizados com as versões de Walter.

### Terra-58163 (House of M)
Walter defendeu a Casa de Magnus de um ataque, seus poderes são semelhantes ao Walter da Terra-616.

### Terra-2149 (Zumbis Marvel)
Sasquatch, e outros membros da Tropa Alfa se tornam zumbis e atacam do Instituto Xavier, eles lutam contra vários X-Men. Sasquatch lutou contra Wolverine. Quando Magneto aparece, ele usa seus poderes magnéticos, causando explosões que atingem os membros da tropa, supostamente os matando.

## Outras mídias

Sasquatch e Hulk em O Incrível Hulk.

### Desenhos animados
- Em X-Men: Animated Series, Sasquatch é enviado para capturar Wolverine e trazê-lo para Vindicator, que quer fazer experimentos científicos nele para descobrir o segredo do Adamantium. No final, a Tropa Alfa e Sasquatch deixam Wolverine em paz.
- Sasquatch apareceu em O Incrível Hulk, de 1996, no episódio "Man to Man, Beast to Beast" ("De Homem Pra Homem"). Dublado por Peter Strauss (Walter Langkowski) e Brown Clancy (Sasquatch). Nesse episódio, Bruce Banner vai ao Canadá na esperança de encontrar seu velho amigo, Dr. Walter Langkowski (Sasquatch) para obter uma cura para si mesmo e se livrar do Hulk para sempre, mas apenas descobre que Walter criou um alter ego bestial ao usar-se como um teste para fazer um avanço na radiação gama. Depois de lutar contra o Hulk, Sasquatch se exila quando suas ações colocam um amigo de Hulk, um garoto chamado Taylor, em perigo.